# Oedaspis russa
Oedaspis russa är en tvåvingeart som beskrevs av Munro 1935. Oedaspis russa ingår i släktet Oedaspis och familjen borrflugor. Inga underarter finns listade i Catalogue of Life.